# 青木秀樹
青木 秀樹（あおき ひでき、1963年 - ）は、日本の劇作家、演出家である。奈良県出身で、大阪芸術大学映像学科卒業後、1989年に劇団クロムモリブデンを旗揚げした。以来、同劇団の主宰・作家・演出家を務めている。
2006年には、同劇団が本拠地を東京都杉並区に移転するにあわせ東京へ転居し、2007年現在は東京・大阪を中心に活動中である。

## 人物
- 前述のとおり、映像学科出身ということだけあり、映画に対する造詣が深く、自身の演劇作品にも反映されている。[2][3]
- お笑いにも通じており、落語のモチーフが自身の作品に反映されている。

## 受賞歴

### 受賞
佐藤佐吉賞04優秀作品賞『ユカイ号』 - 2004年
佐藤佐吉賞04優秀演出賞『ボウリング犬エクレアアイスコーヒー』 - 2004年

### ノミネート
OMS戯曲賞最終候補『インピーの咆哮』（大阪写真観光専門学校　スペースゼロ）- 1994年
OMS戯曲賞最終候補『ヒョーイ君』（扇町ミュージアムスクエア）- 1995年
岸田國士戯曲賞ノミネート『キレレレのイエロー』 - 2000年
岸田國士戯曲賞ノミネート『ユカイ号』 - 2004年